# Separator

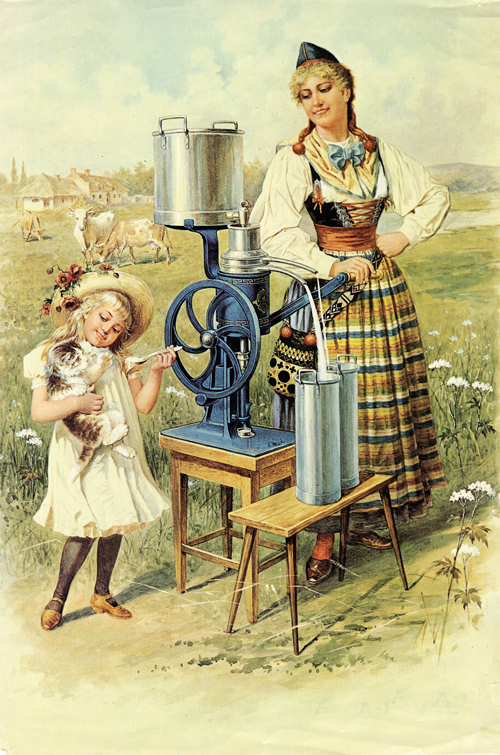
Reklamaffisch från AB Separator, senare ALFA-Laval.

En separator är en apparat som separerar två vätskor som inte är blandbara eller separerar bort partiklar i en vätska. Ordet separator kommer från latinets separare som betyder "särskilja", "avsöndra".

## Funktion

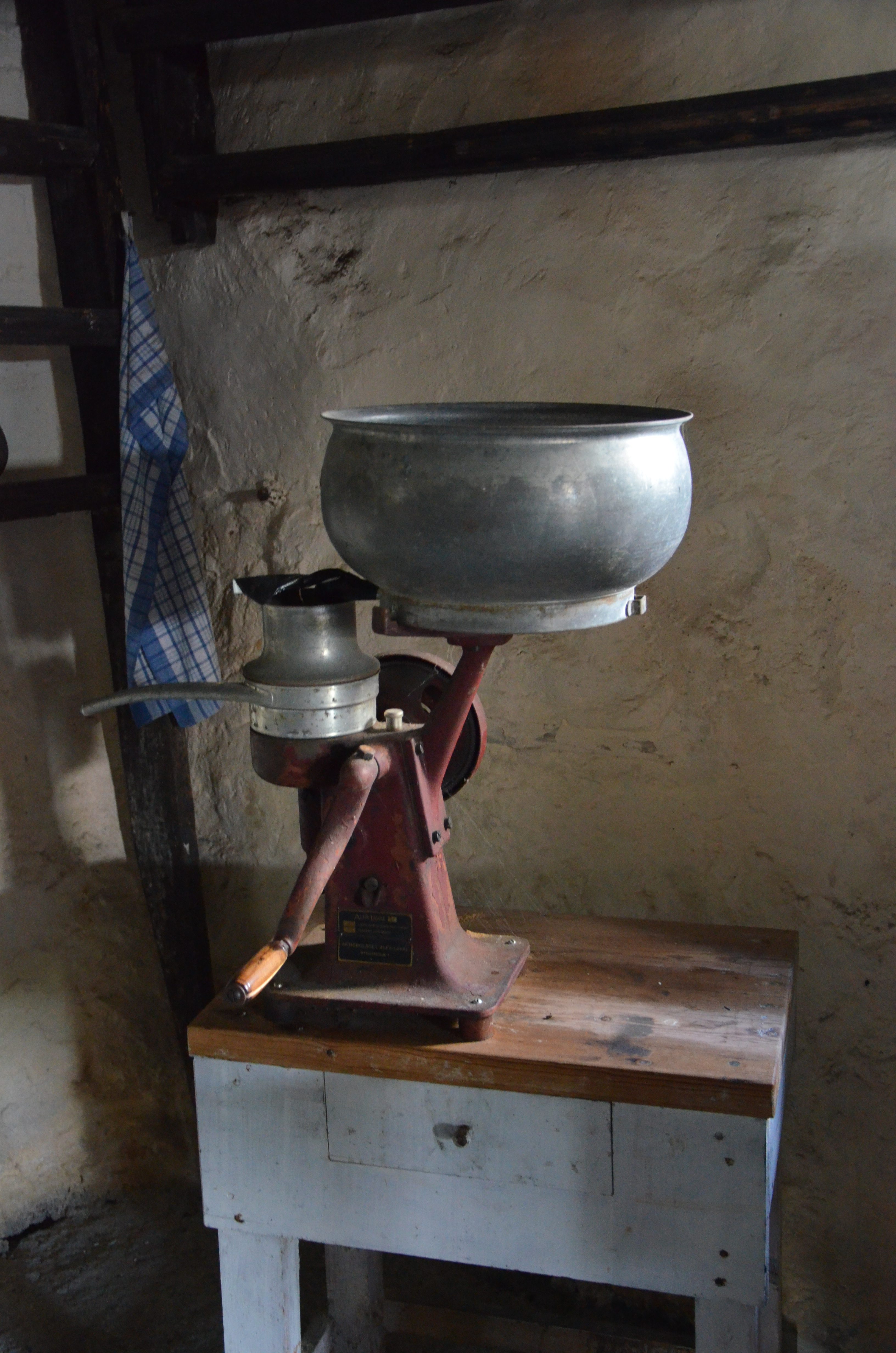
Separator på Groddagården, Fleringe socken, Gotland.

Separatorn har en mycket snabbt roterande behållare i form av en centrifug. Vid rotationen pressas ett tyngre ämne ut från centrum på grund av centrifugalkraften och ett lättare ämne ansamlas i centrum av separatorn. En separator kan skilja tyngre och lättare vätskor från varandra (exempelvis olja och vatten) eller vätskor från uppslammade partiklar. 
Separatorer finns i många utföranden. Ett av de enklaste är kulkammarcentrifug, som bland annat kan avskilja partiklar och slam. En andra typ av separator är dekantern som kan ta bort mer slam.
Förr skilde man grädde från mjölk genom att låta mjölk stå tills fettet flöt upp till ytan och sedan kunde skummas av för hand, exempelvis med en gräddtjuv.

## Historik
En framgångsrik separator tillverkades av Gustaf de Laval år 1877 med ett första patent ("Gräddskummare") den 3 juli 1878. Med den kunde man enkelt på kort tid skilja bort grädden ifrån mjölken. Grädden användes främst till tillverkning av smör. När separatorn roterar med högt varvtal pressas mjölken, som är tyngst, ut mot väggarna och grädden som är lättare samlas i mitten. De Lavals separator hade en stor vev med en mycket hög utväxling till separatorbehållaren och två utloppsrör, ett rör för grädden och ett annat rör för den avfettade mjölken, d.v.s. skummjölken. 
Separatorn kom att användas av de flesta mindre lantbruksgårdar i början av 1900-talet, innan mejerierna tog över hanteringen helt av mjölken där bönderna fick betalt även efter mjölkens fetthalt som mättes upp innan mjölken pumpades över i större behållare. Många bönder hade särskilda koraser i besättningen för att få mer grädde i mjölken och därmed bättre betalt för sina leveranser till mejeriet.
Gustaf de Lavals konstruktion gjorde det möjligt att grunda Alfa Laval. I dag levererar Alfa Laval fortfarande separatorer och annan processutrustning. Mjölkseparatorn bidrog starkt till den svenska industrialiseringen; under 1900-talets första decennium fanns det över tjugo separatortillverkare enbart i Stockholm.